# بن أفليك ومات ديمون
بن أفليك ومات ديمون ممثلان وكاتبا سيناريو ومنتجان أمريكيان من كامبريدج بولاية ماساتشوستس تعاونا كثيرا طوال حياتهما المهنية. اكتسب الثنائي التقدير لأول مرة في عام 1997 بعد حصولهما على جائزة الأوسكار لأفضل سيناريو أصلي عن فيلم غود ويل هانتينغ الذي كتباه وقاما ببطولته معا. ومنذ ذلك الحين حافظ الاثنان على علاقة عامة وثيقة وغالبا ما كانا يعملان في مشاريع ويؤسسان أعمالا تجارية مع بعضهما البعض.

## اللقاء
التقى الثنائي في موطنهما كامبريدج عندما كان أفليك يبلغ من العمر 8 سنوات ودامون يبلغ من العمر 10 سنوات. بحلول أواخر الثمانينيات قرر الاثنان ممارسة مهنة في السينما وفتحا حسابا مصرفيا مشتركا من أجل توفير المال للاختبارات وإيداع الأموال التي حصل عليها أي منهما من الأدوار المبكرة في الحساب. في عام 1989 عمل الثنائي على أول مشروع لهما معا حقل الأحلام حيث تم اختيارهما ككومبارس.

## العلاقة

### غود ويل هانتينغ
أثناء الدراسة في جامعة هارفارد كُلف ديمون بكتابة سيناريو حيث طلب من أفليك المساعدة في تقديمه إلى فصله. بعد ترك الدراسة انتقل ديمون إلى شقة أفليك في لوس أنجلوس وتوسع الاثنان في المهمة وكتبا ما سيصبح غود ويل هانتينغ. قوبل الفيلم بإشادة نقدية واسعة النطاق حيث أشاد النقاد بأداء وكتابة أفليك وديمون. فاز الثنائي بأول جوائز أوسكار لهما لأفضل سيناريو أصلي وفي عام 2014 ظهر في قائمة "100 فيلم مفضل" لمجلة هوليوود ريبورتر.

### أفلام أخرى
اعتبارا من عام 2023 تعاون الثنائي في إجمالي 9 أفلام تلقى العديد منها مراجعات إيجابية بشكل ساحق. بالتوافق مع عملهما مع ميراماكس وكيفن سميث وقد قاموا في بعض الأحيان بتقليد أدوارهم السابقة.
| العنوان                     | تاريخ الطرح    | الشركة المنتجة | تقييم روتن توماتوز | الملاحظات |
| --------------------------- | -------------- | --- | ------------------ | --- |
| حقل الأحلام                 | 5 مايو 1989    | شركة جوردون | 88%                | أول تعاون مهني، كلاهما غير مذكور                                                                                      |
| العلاقات المدرسية           | 18 سبتمبر 1992 | إنتاج جافي/لانسينغ | 60%                | |
| غود ويل هانتينغ             | 5 ديسمبر 1997  | كن رجلاً نبيلًا | 97%                | كتبه أفليك وديمون |
| مطاردة ايمي                 | 4 أبريل 997    | عرض أسكيو للإنتاج | 87%                | |
| عقيدة                       | 12 نوفمبر 1999 | فيو أسكيو للإنتاج واستوديوهات إس تي كيه                                                                                 | 67%                | |
| عودة جاي وبوب الصامت        | 24 أغسطس 2001  | أفلام ديمينشن، ميراماكس، وفيو أسكيو للإنتاج                                                                             | 52%                | يلعب كل منهما نسخة ساخرة من نفسهما، ويسخر من مشهد من فيلم غود ويل هانتينغ.                                            |
| إعادة تشغيل جاي وبوب الصامت | 15 أكتوبر 2019 | "فيو أسكيو للإنتاج، ميراماكس، ديسترو فيلمز، ميوزينغز، سمودكو، هايد آوت بيكتشرز، إنتركات كابيتال، وسكيت باجز إنترتينمنت" | 64%                | يعيد أفليك تمثيل دوره كهولدن ماكنيل بشكل ساخر، بينما يشير ديمون إلى دوره كجيسون بورن                                  |
| المبارزة الأخيرة            | 15 أكتوبر 2021 | استوديوهات القرن العشرين، سكوت فري للإنتاج، بيرل ستريت فيلمز، تي إس جي للترفيه                                          | 85%                | سيناريو وحوار أفليك وديمون ونيكول هولوفسينر. الفيلم هو الإنتاج الوحيد لشركة بيرل ستريت للأفلام الذي يضم مؤسسي الشركة. |
| قفزة إلى العظمة             | 5 أبريل 2023   | استوديوهات أمازون، وسكاي دانس سبورتس، وأرتيستس إكويتي، وماندالاي بيكتشرز                                                | 93%                | من إخراج أفليك وإنتاج مشترك من قبل شركة حقوق الفنانين المستقلة الجديدة للثنائي                                        |

### المشاريع التجارية
في عام 2012 أسس أفليك ودامون شركة بيرل ستريت للأفلام وهي شركة أفلام وإنتاج مقرها استوديوهات وارنر براذرز. بعد 10 سنوات تم حل الشركة في عام 2022 وكان الإنتاج النهائي هو المبارزة الأخيرة وهو فيلم بطولة المؤسسين. بدلا من ذلك حول الثنائي تركيزهما إلى شركة الأفلام المستقلة الخاصة بهما حقوق الفنانين والتي تأسست في عام 2022. في عام 2023 أصدر الاستوديو الجديد أول فيلم له جو والذي أخرجه أفليك وقام ببطولته كلاهما حيث لعب ديمون الدور الرئيسي.

### الصورة العامة
نتيجة لتربيتهما المشتركة والتعاون المتكرر حظيت صداقة أفليك وديمون بقدر كبير من الاهتمام العام حيث وصفتها يو إس ويكلي بأنها "صداقة أخوية تستحق الاحتفال". كثيرا ما يذكر الاثنان بعضهما البعض في المقابلات والمنتديات العامة الأخرى بما في ذلك استضافة حملات جمع التبرعات السياسية معا. وعن علاقته بديمون قال أفليك: "كانت هذه الصداقة أساسية ومحددة ومهمة جدا بالنسبة لي في حياتي. كانت هناك بعض الأوقات الحرجة والتي كانت خاصة ولا أريد مشاركتها ولكن حيث كان دعم [ديمون] ذا معنى عميق بالنسبة لي لدرجة أنني لا أعتقد أنني كنت لأتمكن من النجاح بدونه". في إشارة إلى تجربته في العمل مع أفليك مرة أخرى في فيلم المبارزة الأخيرة قال ديمون "لماذا لا نفعل هذا كثيرا؟ وعندما تصل إلى الخمسينيات من عمرك ستقول: إذا لم نجعله أولوية فلن يحدث ذلك ببساطة" في إشارة على ما يبدو إلى المزيد من التعاون بين الاثنين في المستقبل.

### التسويق
تمت الإشارة إلى علاقة ديمون-أفليك في أحد إعلانات دانكن دونتس لعام 2023 التي تضم أفليك.